# Třída Voltigeur
Třída Voltigeur byla třída torpédoborců francouzského námořnictva. Celkem byly postaveny dvě jednotky této třídy. Francouzské námořnictvo je provozovalo v letech 1910–1921.

## Pozadí vzniku
Torpédoborce této třídy konstrukčně navazovaly na předcházející třídu Spahi. Lišily se však experimentálně pojatým pohonným systémem, který kombinoval parní stroj pro plavbu cestovní rychlostí a parní turbíny pro dosažení vysokých rychlostí. Celkem byly postaveny dvě jednotky této třídy. Do služby byla přijaty roku 191O. Do stavby se zapojily francouzské loděnice Ateliers et Chantiers de Bretagne v Nantes a Forges et Chantiers de la Gironde v Bordeaux.
Jednotky třídy Voltigeur:
| Jméno      | Loděnice                          | Založení kýlu | Spuštěn            | Vstup do služby | Osud          |
| ---------- | --------------------------------- | ------------- | ------------------ | --------------- | ------------- |
| Voltigeur  | Ateliers et Chantiers de Bretagne | 1907          | 23. března 1909    | duben 1910      | Vyřazen 1920. |
| Tirailleur | Forges et Chantiers de la Gironde | 1907          | 27. listopadu 1908 | červenec 1910   | Vyřazen 1921. |

## Konstrukce

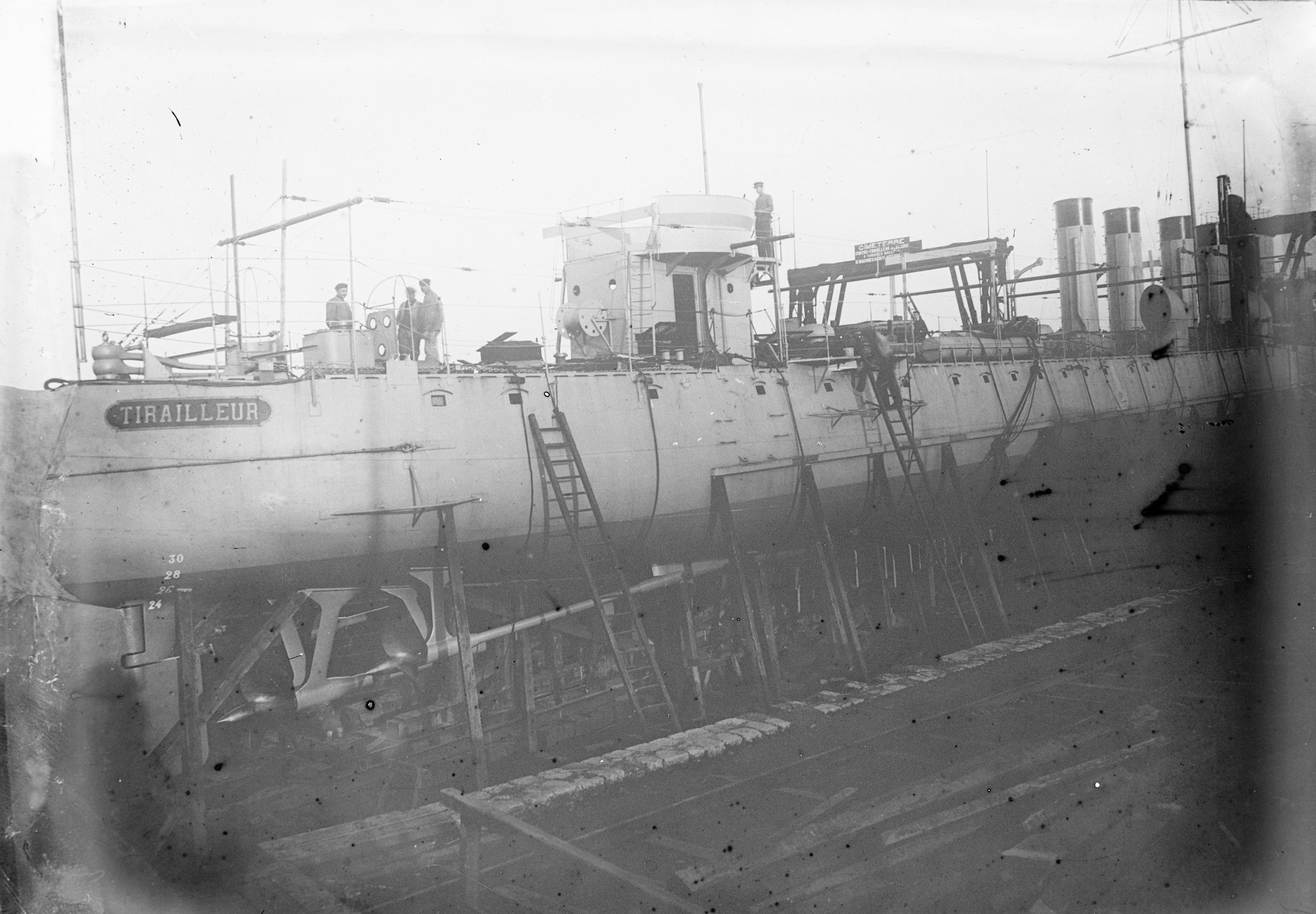
Rozestavěný torpédoborec Tirailleur

Výzbroj představovalo šest 65mm kanónů a tři 450mm torpédomety. Pohonný systém tvořily čtyři kotle, jeden parní stroj a dvě parní turbíny (první plavidlo Rateau a druhé Breguet) o výkonu 7500 shp. Poháněly tři lodní šrouby. Kotle spalovaly uhlí. Torpédoborce měly čtyři komíny. Nejvyšší rychlost dosahovala 28 uzlů. Dosah byl 1520 námořních mil při rychlosti 10 uzlů.